# Gloria Jiménez
Gloria del Carmen Jiménez Villarroel (Santiago, 27 de abril de 1944-Santiago, 8 de septiembre de 2010) fue una locutora de radio y televisión chilena, primera mujer en presentar los informativos de Televisión Nacional de Chile (TVN).

## Biografía
Gloria Jiménez nació en Santiago de Chile el 27 de abril de 1944, siendo sus padres Eduardo Jiménez y Graciela Villarroel Neira. Contrajo matrimonio con Carlos Rojas Lindsay el 22 de noviembre de 1969, con quien tuvo dos hijos: Diego, productor de cine y televisión, y Sebastián, pintor y artista plástico. Realizó sus estudios superiores en la Universidad de Chile, en donde formó parte del Coro Lex.
Ingresó a Televisión Nacional de Chile (TVN) en 1970, iniciando su carrera leyendo el informe meteorológico, además de presentar los programas Femenino 70 (junto a Gabriel Muñoz) y También sucede, dedicado a presentar noticias optimistas. A partir de 1971 formó parte del equipo de Noticiero junto a Sergio Silva y Freddy Hube, entre otros, estando a cargo de coberturas informativas como el rescate de los sobrevivientes del vuelo 571 de la Fuerza Aérea Uruguaya en diciembre de 1972 y el Tanquetazo de junio de 1973.
Tras el golpe de Estado del 11 de septiembre de 1973 fue desvinculada del canal. Falleció en el Hospital Clínico de la Universidad Católica en Santiago de Chile el 8 de septiembre de 2010; la noticia de su deceso fue ignorada por TVN. Jiménez fue homenajeada en el Festival Internacional de Cine de Antofagasta realizado en julio de 2011.